# Ilu-kabkabi

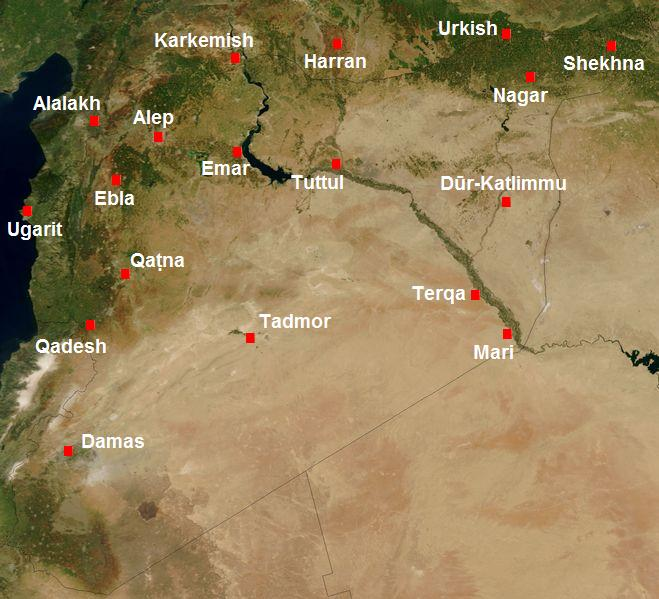
Mapa Syrii w II tys. p.n.e. z zaznaczonymi Terqą i Mari

Ilu-kabkabi, Ila-kabkabu, Ila-kabkabuchu, Ila-kabkabi, Ilakabkabi („bóg moją gwiazdą jest”) – ojciec Szamszi-Adada I, wymieniony w Asyryjskiej liście królów. Identyfikowany ze znanym z tekstów z Mari wodzem amoryckim o imieniu Ila-kabkabuchu, który w 2 połowie XIX w. p.n.e. był aktywny w regionie Terqi na zachód od Mari w czasach panowania królów Mari Jaggid-Lima i Jahdun-Lima.